# جيسي ستريت
جيسي ماري غراي ستريت (بالإنجليزية: Jessie Mary Grey Street) (من مواليد 18 أبريل 1889 - تُوفيت 2 يوليو 1970) وهي ناشطة أسترالية تعمل من أجل السلام وحقوق الإنسان. أُطلق عليها اسم ريد جيسي من قبل منتقديها في وسائل الإعلام اليمينية في أستراليا بسبب جهودها لتعزيز الدبلوماسية مع الاتحاد السوفيتي وتخفيف حدة التوتر خلال الحرب الباردة، وكانت جيسي متحمسة في دعمها للقضية التقدمية.

## حياتها
كان والد جيس تشارلز ابن ماري جراي ميسون الذي كان بدوره أول طفل من السير جورج غراي، البارونت الأول. كان السير جورج سليلًا من دار غراي، وهي عائلة بريطانية نبيلة قديمة. كانت والدتها مابيل هارييت، ابنة إدوارد دافيد ستيوارت أوجيلفي وهو رجل أعمال من نيو ساوث ويلز من عائلة كلان أوغلفي، وهي عائلة بريطانية قديمة أخرى. وبزواجهم كانت ماري من أسرة ستريت البارزة في أستراليا.
كانت شخصية رئيسية في الحياة السياسية الأسترالية والدولية لأكثر من 50 عامًا، من حق النساء في التصويت في إنجلترا إلى إزالة التمييز الدستوري الأسترالي ضد السكان الأصليين في عام 1967. كانت جيسي أول مندوبة أستراليا وحيدة في تأسيس الأمم المتحدة، حيث لعبت دورا رئيسيا جنبا إلى جنب مع إليانور روزفلت في ضمان إدراج الجنس مع العرق والدين كشرط عدم التمييز في ميثاق الأمم المتحدة. وهي معترف بها في أستراليا وعلى المستوى الدولي بسبب نشاطها في حقوق المرأة والعدالة الاجتماعية والسلام. تمت تسمية مركز جيسي ستريت، ومكتبة جيسي ستريت الوطنية للمرأة، وحدائق شارع جيسي على شرفها.
ولدت جيسي ماري جراي ستريت في 18 أبريل 1889 في رانشي، بهار (الهند)، وهي أكبر أبناء تشارلز الفريد جوردن ليلينجستون وزوجته مابيل هارييت. كان والدها نجل ماري جراي ماسون، ابنة ماري جراي (1796-1863) ، الذي كان بدوره أول طفل من السير جورج غراي، البارونت الأول.
كان أفراد عائلة ستريت عائلة قانونية وسياسية وعسكرية بارزة، لا سيما في أستراليا وولاية نيو ساوث ويلز منذ القرن التاسع عشر. أصبح الرجال من أجيال أسرتها قضاة في المحكمة العليا في نيوساوث ويلز.حيث كانوا ينحدرون من القاضي الإنجليزي السير توماس ستريت، الذي كان رئيس القضاة في بريكنوك، وغلامورغان ورادنور من 1677 إلى 1681.

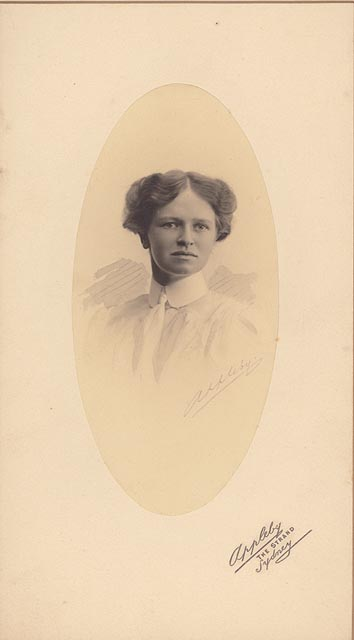
رسم تخطيطي لجيسي في سن 21 عامًا في كلية البنات بجامعة سيدني

## للمزيد من القراءة
- Lenore Coltheart, "Jessie Street and the Soviet Union", in Political Tourists: Travellers from Australia to the Soviet Union in the 1920s–1940s. Eds. شيلا فيتزباتريك and Carolyn Rasmussen. Melbourne University Press, 2008. (ردمك 0-522-85530-X)
- Heather Radi, Jessie Street, Documents and Essays, Women's Redress Press, 1990. (ردمك 1-875274-03-0)
- Peter Sekuless, Jessie Street, a rewarding but unrewarded life, برنتيس هول  [لغات أخرى]‏, 1978. (ردمك 0-7022-1227-X)
- Jessie Street, ed Lenore Coltheart, Jessie Street, a Revised Autobiography, Federation Press, 2004. (ردمك 1-86287-502-2)
- Jessie Street, Truth or Repose, Australasian Book Society, 1966.
- Eric Russell, Woollahra – a History in Pictures, John Ferguson Pty Ltd, 1980. (ردمك 0-909134-23-5)

## وصلات خارجية
- Red Jessie: Jessie Street – biography produced by the National Archives of Australia.
- Street, Jessie Mary Grey in The Encyclopedia of Women and Leadership in Twentieth-Century Australia
- Jessie Street | Australian Women Australian Women's Archives Project.
- Jessie Street Papers | National Library of Australia National Library of Australia.
- Jessie Street | Australian Broadcasting Corporation ABC broadcast on Jessie Street.